# 湯木のじん
湯木 のじん（ゆき のじん、1月22日 - ）は、日本の漫画家。新潟県村上市出身。東京都在住。血液型O型。デビュー作は『ちょいっとな』。

## 略歴
- 2009年 - 第494回別マまんがスクール努力賞を受賞しデビューした。

## 作品リスト
全て集英社、マーガレットコミックスから刊行されている。
- 藤代さん系。[注 1]（2013年 - 2014年、全4巻）
  1. 2012年9月25日発売[4]、ISBN 978-4-08-846833-4
    - 藤代さん系。（『別冊マーガレットsister』2011年12月増刊号、2012年3月増刊号、『別冊マーガレット』2012年6月号別冊ふろく『別マTWO』Vol.1）
    - かわいいのなんか知ってますけど何か?（『別冊マーガレットsister』2010年12月増刊号）
    - 3いこーる1たす2（『デラックスマーガレット』2010年1月号）
    - ちょいっとな（『別冊マーガレット』2009年8月号、デビュー作）

  2. 2013年9月25日発売[5]、『別冊マーガレットsister』2013年4月増刊号、『別冊マーガレット』2013年6月号 - 8月号、ISBN 978-4-08-845103-9
  3. 2014年1月24日発売[6]、『別冊マーガレット』2013年9月号 - 12月号、ISBN 978-4-08-845159-6
  4. 2014年6月25日発売[7]、『別冊マーガレット』2014年1月号 - 4月号、ISBN 978-4-08-845231-9
    - 藤代さんたちのその後四コマ[注 2]（描きおろし）
- 茜君のココロ[注 3]（2013年2月25日発売[8]、『別冊マーガレット』2012年10月号別冊ふろく『別マTWO』Vol.4[9] - 2013年1月別冊ふろく『別マTWO』Vol.7、ISBN 978-4-08-846898-3、全1巻）
  - 江上さんの好きな人（『ザ マーガレット』2010年4月号）
- 青山月子です![注 4]（2014年 - 2015年、全3巻）
  1. 2015年2月25日発売[10][11]、『別冊マーガレット』2014年11月号[12] - 2015年2月号、ISBN 978-4-08-845350-7
  2. 2015年6月25日発売[13]、『別冊マーガレット』2015年3月号 - 6月号、ISBN 978-4-08-845404-7
  3. 2015年11月25日発売[14]、『別冊マーガレット』2015年7月号 - 10月号[15]、ISBN 978-4-08-845484-9
- 今日もアイツは丸かった。（2016年7月25日発売[16][17]、『別冊マーガレット』2015年12月号[18] - 2016年1月号、ISBN 978-4-08-845611-9、全1巻）
  - 青山月子です![19]（『別冊マーガレットsister』2014年8月増刊号）
- これは愛じゃないので、よろしく[注 5]（2016年 - 2017年、全5巻）
  1. 2016年7月25日発売[20][17]、『別冊マーガレット』2016年4月号[21] - 7月号、ISBN 978-4-08-845610-2
  2. 2016年11月25日発売[22]、『別冊マーガレット』2016年8月号 - 11月号、ISBN 978-4-08-845672-0
    - これは愛じゃないので、よろしく 番外編[23]（『別冊マーガレットsister』2016年7月増刊号 春フェスVOL.3）

  3. 2017年3月24日発売[24]、『別冊マーガレット』2016年12月号 - 2017年3月号、ISBN 978-4-08-845734-5
  4. 2017年7月25日発売[25]、『別冊マーガレット』2017年4月号 - 7月号、ISBN 978-4-08-845789-5
    - これ愛ができるまで。（描きおろし）

  5. 2017年11月24日発売[26][27]、『別冊マーガレット』2017年8月号 - 11月号[28]、ISBN 978-4-08-845853-3
    - これは愛じゃないので、よろしく 九条とダイアナ（さら）の淡い夏の日々[29]（『別冊マーガレット』2017年8月号別冊ふろく『BETSUMA SPIN-OFF』）
    - （描きおろし4コマ）[注 6]
- ふつうな僕らの[注 7]（2019年 - 2021年、全7巻）
  1. 2019年8月23日発売[30][31]、『別冊マーガレット』2019年5月号[32] - 8月号、ISBN 978-4-08-844236-5
  2. 2019年12月25日発売[33]、『別冊マーガレット』2019年9月号 - 12月号、ISBN 978-4-08-844280-8
  3. 2020年4月24日発売[34]、『別冊マーガレット』2020年1月号 - 4月号、ISBN 978-4-08-844330-0
  4. 2020年8月25日発売[35]、『別冊マーガレット』2020年5月号 - 8月号、ISBN 978-4-08-844370-6
  5. 2020年12月24日発売[36]、『別冊マーガレット』2020年9月号 - 12月号、ISBN 978-4-08-844421-5
    - おまけまんが。（描きおろし）

  6. 2021年4月23日発売[37]、『別冊マーガレット』2021年1月号 - 4月号、ISBN 978-4-08-844480-2
    - （描きおろし4コマ）[注 8]

  7. 2021年8月25日発売[38]、『別冊マーガレット』2021年5月号 - 8月号[39]、ISBN 978-4-08-844517-5
    - （描きおろし4コマ）[注 9]
- ふつうな僕らの 番外編[注 7]（2021年、全1巻）
  1. 2021年12月24日発売[40]、『別冊マーガレット』2021年11月号[41] - 12月号、ISBN 978-4-08-844574-8
    - セーラー服にさようなら[42][43]（『別冊マーガレット』2018年9月号）
    - ふつうな僕らの4コマ[注 10]（描きおろし）
- 山田家の女（『別冊マーガレット』2022年9月号[44] - 2024年9月号[45]、全6巻）
  1. 2022年12月23日発売[46][47]、『別冊マーガレット』2022年9月号[44] - 12月号、ISBN 978-4-08-844729-2
  2. 2023年4月25日発売[48]、ISBN 978-4-08-844741-4
  3. 2023年8月24日発売[49]、ISBN 978-4-08-844796-4
  4. 2023年12月25日発売[50]、ISBN 978-4-08-844849-7
  5. 2024年5月23日発売[51]、ISBN 978-4-08-843011-9
  6. 2024年9月25日発売[52]、ISBN 978-4-08-843049-2

### 単行本未収録作品
- 中学生な今日この頃。（『デラックスマーガレット』2010年7月号）
- 聞いてよ神様[53]（『別冊マーガレット』2012年1月号別冊ふろく『BETSUMA JAPAN!』）
- 5年目の東君（『ザ マーガレット』2012年2月号）
- 僕と牛乳と曽我部と[54]（『bianca（ビアンカ）』創刊号（2012年6月増刊号））
- 僕のマチルダ（『別冊マーガレットsister』2017年3月号 冬フェスVOL.3[55]、『別冊マーガレット』2017年6月号別冊ふろく『LOVE Animal!』[56]）
- また明日。（『ザ マーガレット』2022年夏号）